# Sequencia Chi (Crossover hotspot instigator)
A sequência Chi cujo nome vem da abreviação do inglês “crossover hotspot instigator” é um pequeno trecho de DNA no genoma de uma bactéria onde a recombinação homóloga é mais provável de ocorrer do que no restante de todo o genoma. A sequência Chi é única para cada grupo de organismos intimamente relacionados; em E. coli e outras bactérias entéricas, a sequência central é 5'-GCTGGTGG-3'. A sequencia Chi aparece diversas vezes no cromossomo e está presente com muito mais frequência do que o previsto estatisticamente para uma sequência aleatória. Porém suas sequência e representação estatística no genoma podem diferir de acordo com as características particulares do hospedeiro como por exemplo, as sequências Chi são mais frequentes em E. coli e outras bactérias mesófilas do que em bactérias termofílicas.
A sequencia Chi está envolvida principalmente na recombinação ou mesmo de reparo do DNA. Ambos os processos tem inicio semelhantes pela ação da RecBCD, a enzima RecBCD é um complexo proteico de grande importância, ele é formado por três subunidades (RecB, RecC e RecD). A subunidade responsável por identificar a sequência Chi é a RecC que ao identifica-la a partir da sua extremidade 3', desencadeia uma serie de mudanças  na atividade da enzima, pois à medida que desenrola o DNA, RecBCD corta uma das fitas do DNA próximo a Chi, então o DNA de fita simples 3' resultante (ssDNA) é ligado por múltiplas moléculas de proteína RecA que facilitam a "invasão de fita", na qual uma fita de um DNA de fita dupla homóloga é deslocada pelo ssDNA associado a RecA. Este processo pode ocorrer tanto no crossinover quanto no reparo do DNA, quando ocorre a quebra de uma das fitas.